# Neochoroterpes
Neochoroterpes is een geslacht van haften (Ephemeroptera) uit de familie Leptophlebiidae.

## Soorten
Het geslacht Neochoroterpes omvat de volgende soorten:
- Neochoroterpes kossi
- Neochoroterpes nanita
- Neochoroterpes oklahoma
- Neochoroterpes orientalis